# Hermann de Solms-Hohensolms-Lich
El príncipe Hermann Adolfo de Solms-Hohensolms-Lich (15 de abril de 1838, Brtnice - 16 de septiembre de 1899, Lich, Hesse) fue un noble alemán de la Casa de Solms-Hohensolms-Lich y un político.

## Biografía
Hermann era el hijo mayor del Príncipe Fernando de Solms-Lich-Hohensolms (1806-1876) y su esposa Carolina, Condesa de Collalto y San Salvatore (1818-1855).
Como noble hesiano, Hermann de Solms-Lich-Hohensolms fue miembro de la cámara alta de los estados del Gran Ducado de Hesse de 1872 a 1874 y desde 1880 hasta su muerte en 1899. De 1881 a 1899, también fue miembro de la Cámara Alta de Prusia. También fue un miembro del parlamento de la Provincia prusiana del Rin.

## Matrimonio e hijos
Contrajo matrimonio en 1865 en Janowice Wielkie con la Condesa Inés de Stolberg-Wernigerode (1842-1904). Tuvieron siete hijos:
- Carlos (1866-1920), quien fue su sucesor.
- Reinardo Luis (1867-1951)
- Ana Isabel (1868-1950)
- Leonor (1871-1937), desposó a Ernesto Luis, Gran Duque de Hesse.
- María Matilde (1873-1953)
- Carolina (1877-1958), desposó al Landgrave  Clodoveo de Hesse-Philippsthal-Barchfeld
- Dorotea (1883-1942), desposó a Hermann (1867-1913), hijo de Otón de Stolberg-Wernigerode

## Honores
- Gran Ducado de Hesse:[1]
  - Cruz Médica Militar, 8 de mayo de 1872[2]
  - Gran Cruz de la Orden de Felipe el Magnánimo, 3 de marzo de 1880[3]
  - Gran Cruz de la Orden de Luis, 21 de mayo de 1885[3]
- Reino de Prusia:[1]
  - Caballero de Honor de la Orden de San Juan, 1869; Caballero de Justicia, 1872[4]
  - Caballero de la Orden de la Corona Prusiana, 3ª Clase con Cruz Roja en Banda, 8 de agosto de 1872[4]
  - Caballero de la Orden del Águila Roja, 2ª Clase con Estrella, 1 de septiembre de 1884;[4] 1ª Clase con Corona, 18 de enero de 1893[5]
- Mecklemburgo: Gran Cruz de la Orden de la Corona Wéndica, con Corona en Mineral[1]